# Basilika San Vittore (Varese)

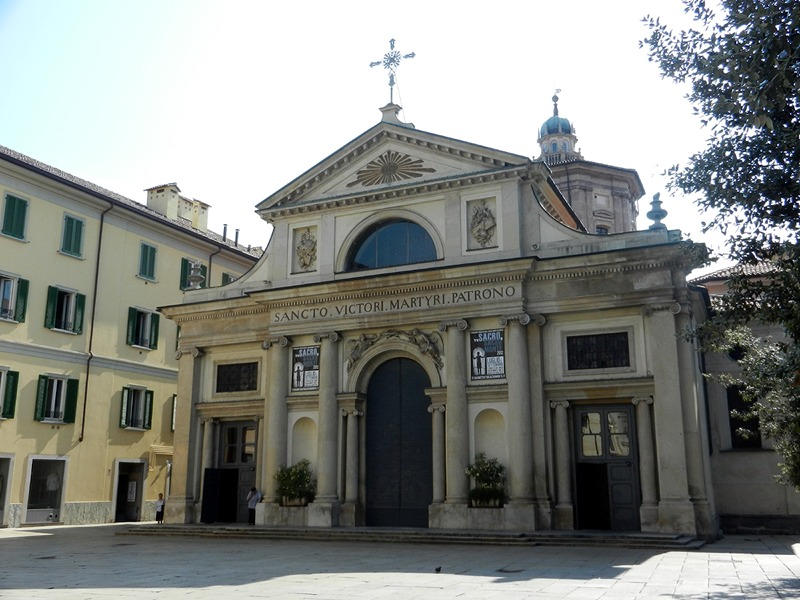
Basilika San Vittore

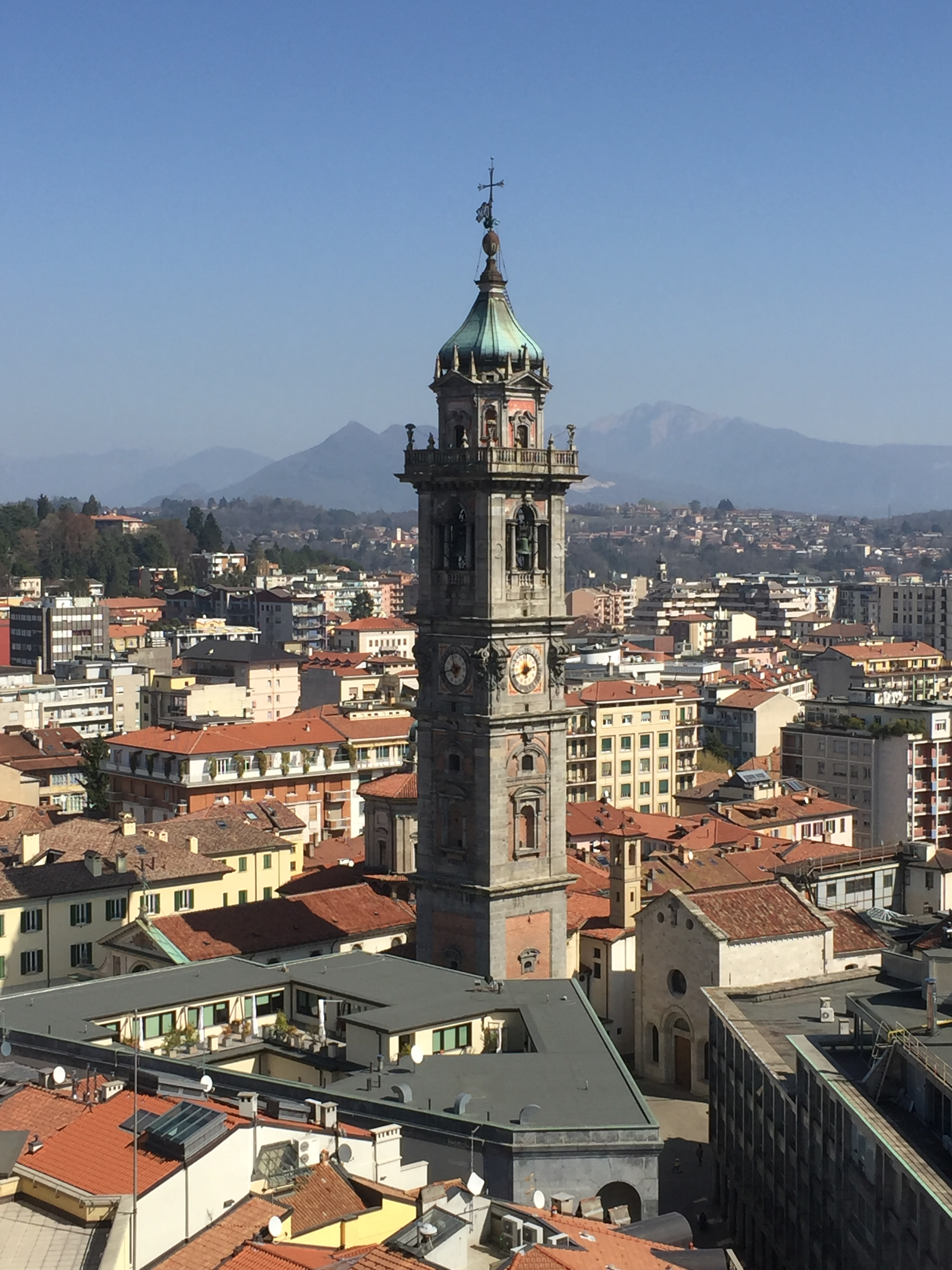
Campanile

Die Basilika San Vittore ist eine Kirche in Varese in der Lombardei, Italien. Die Pfarrkirche des Erzbistums Mailand ist dem Märtyrer Victor von Mailand gewidmet und trägt den Titel einer Basilica minor.

## Geschichte
Die dreischiffige Basilika wurde zwischen dem 16. und 17. Jahrhundert neben dem Baptisterium St. Giovanni aus dem 14. Jahrhundert in drei Phasen erbaut. Der Chor im rein manieristisch-renaissancezeitlichen Stil wurde kurz nach 1500 gebaut (auf der Grundlage einer bereits bestehenden mittelalterlichen Kapelle) und bereits 1542 geweiht; das Langhaus vom Querschiff bis zur Fassadenlinie wurde von dem einflussreichen Architekten Pellegrino Pellegrini entworfen und dann zwischen 1580 und 1625 unter der Leitung von Giuseppe Bernascone errichtet, der ihm ein manieristisches Aussehen verlieh; die klassizistische Fassade wurde von Leopoldo Pollack (1751–1806), einem Schüler Giuseppe Piermarinis, entworfen, mit minimalen Ergänzungen aus dem 20. Jahrhundert durch Lodovico Pogliaghi. Der barocke Glockenturm im manieristischen Stil, der über einen längeren Zeitraum zwischen dem 17. und 18. Jahrhundert mehrmals errichtet wurde, vervollständigt das bauliche Erbe.
Am 30. Mai 1859 wurde die Basilika neben dem Glockenturm zum Ziel einiger Geschütze der von Feldmarschall Karl von Urban befehligten kaiserlich-königlich-österreichisch-ungarischen Armee als Vergeltung für die Weigerung der Stadt, eine Geldsumme als Entschädigung für die Schlacht von Varese zu zahlen. An den südlichen Wänden der Kirche schlug eine Kugel ein, die dann erhalten blieb und durch eine besondere Inschrift hervorgehoben wurde, die ihr den Wert eines Denkmals des Risorgimento verlieh.
Die Kirche erhielt 1925 von Papst Pius XI. den Titel einer Basilica minor verliehen.

## Architektur

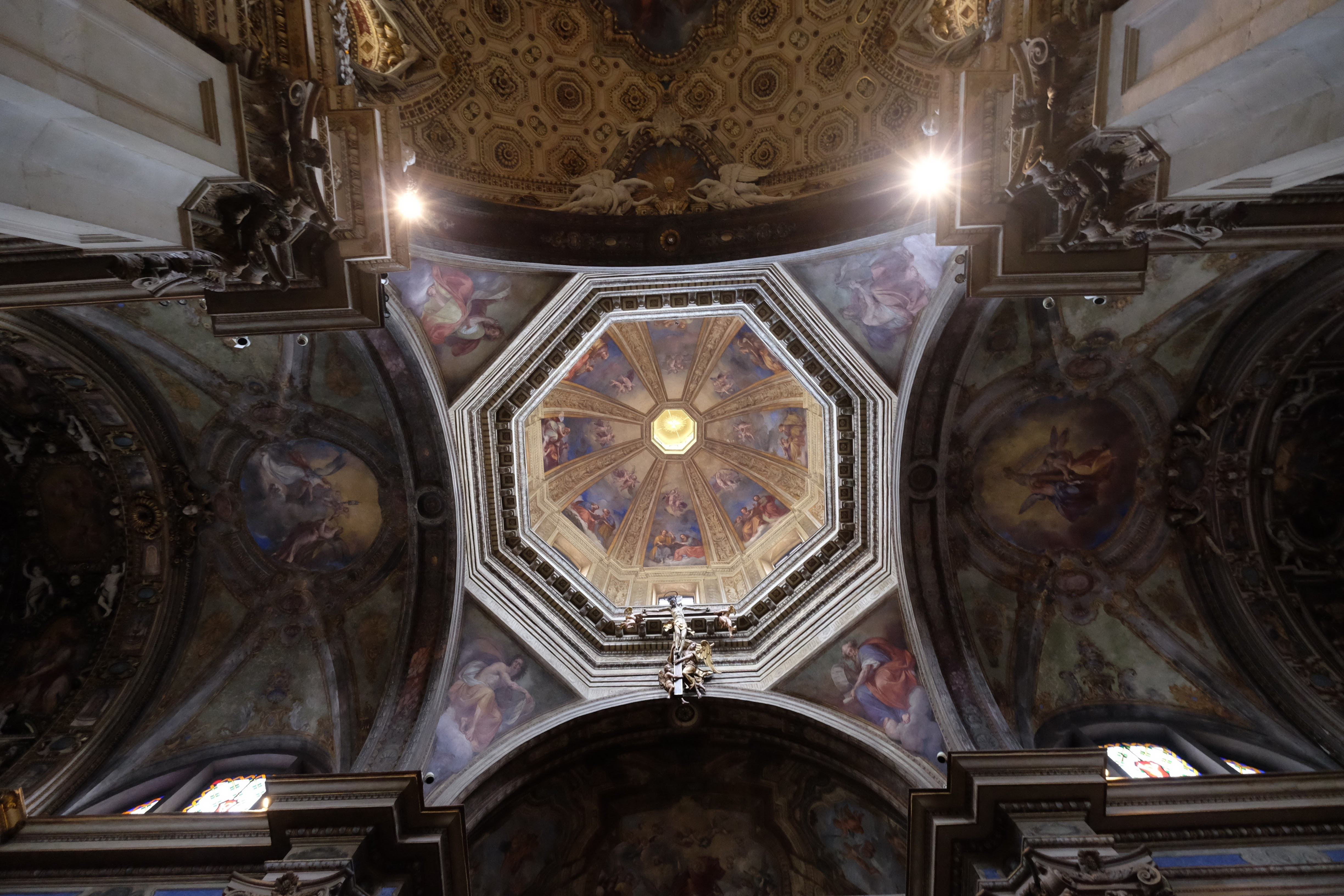
Kuppel

Die Kirche hat einen Grundriss in Form eines lateinischen Kreuzes, wobei im vorderen Bereich die Seitenschiffe und Kapellen und neben dem Chor die Sakristei hinzugefügt wurden. Die geostete Fassade aus weißem Marmor wurde im strengen Klassizismus des späten 18. Jahrhunderts gestaltet: Die Fassade weist keine geschwungene Elemente auf und hängt stattdessen an dem imposanten geraden Tragwerk, das von zwei Gesimsen in voller Breite umschlossen ist und die Widmung an den heiligen Viktor trägt. Der Aufriss, der ihn hält, ist in ionischer Anordnung mit vier massiven Säulen: Von ihm hebt sich auch der Attika ab, mit einem quadratischen Sockel (wo die einzigen krummlinigen Zugeständnisse das Hauptfenster und die seitlichen Strebepfeiler sind) und einem dreieckigen Dach, das direkt von der Architektur griechisch-römischer Tempel inspiriert ist. Die Architrave der beiden Seitentüren (überragt von ebenso vielen Oberlichtern) erstrecken sich zur Mitte der Fassade hin und enden im Rundportal, in dessen Hängezwickeln zwei Engelsfiguren von Lodovico Pogliaghi hervorschauen.
Das Schlüsselelement des Gebäudes ist jedoch das achteckige Tiburio, das die innere Kuppel umschließt. Es ist ionisch inspiriert mit passenden Pilastern, die durch ein Gesims (Architrav und Fries) verbunden sind und im Gesims (gestützt durch spezielle Kerben) gipfeln. Bernascone sorgte dafür, dass die falschen Pfeilerpaare jede Seite des tiburialen Volumens in Form von „Scharnieren“ ausgewogen abtasteten: Auf jeder Seite wurde auch ein blindes Fenster eingesetzt, über dem sich eine Lünette und dann eine viereckige Nische befand. In der Mitte des schalenförmigen Daches befindet sich die Laterne, ein Element, das das Sonnenlicht einfangen und im Inneren des Gebäudes verteilen soll; im Gegensatz zum Tiburio (das im Wesentlichen aus verputztem Mauerwerk besteht) ist sie ganz aus Stein gemeißelt: Von einer Balustrade umgeben und mit Kugeln und Obelisken, die die Ecken markieren, verziert, hat sie acht Rundbogenfenster; acht geschwungene Bänder verbinden auch das Geländer mit dem Laternenkörper selbst, der mit einer kleinen, mit Metall überzogenen Kuppel endet, die von einer goldenen Kreuzkugel überragt wird.

## Innenraum

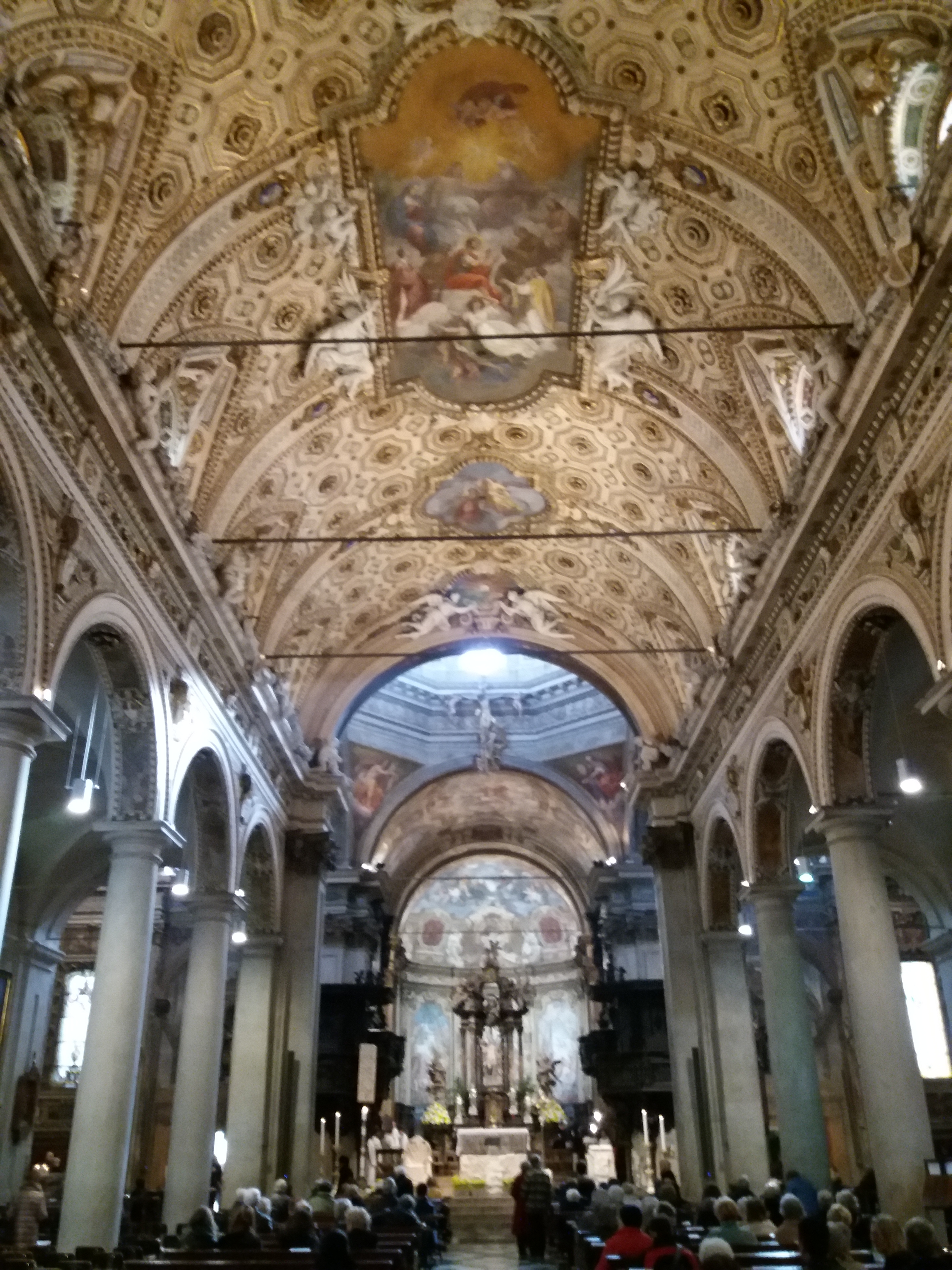
Innenraum

Bei der ursprünglichen Gestaltung der Basilika wurde versucht, sich von der Katechese der großen Mailänder Erzbischöfe Karl Borromäus, Federico Borromeo und Gaspare Visconti inspirieren zu lassen: Das Ergebnis ist eine Fülle von Fresken und Altarbildern von feierlicher und strenger Ausstrahlung, die dem Betrachter ein erschöpfendes Bild des katholischen Lebensstils vermitteln sollen. Bei dieser Wahl wurde auch die Lage von Varese pragmatisch betrachtet, einer Stadt an den Hauptverkehrsstraßen zwischen Mitteleuropa und Mailand, die hauptsächlich von großen (oft und gerne protestantischen) Händlern frequentiert wurde. Im Laufe der Jahrhunderte haben die sukzessiven Überformungen diese Identität teilweise verändert, so dass im Großen und Ganzen jedoch eine harmonische Stilmischung entstanden ist.
Im langen Chorraum als ältester Teil der „Bramante“-Matrix aus dem 16. Jahrhundert befindet sich der Altar, ein Beispiel des lombardischen Barocks, mit den Marmorstatuen der Engel, der kleinen Engel und des Auferstandenen in der Mitte. Ebenfalls aus dem 18. Jahrhundert stammt die gesamte lebendige und lebhafte Freskendekoration. Der Kirchenraum beherbergt wertvolle Beispiele der Malerei des lombardischen Barock: insbesondere die Gemälde von Carlo Francesco Nuvolone (1609–1662), Francesco Cairo (1607–1665) und Giovanni Battista Crespi, bekannt als „Il Cerano“ (1573–1632). Von ihm ist in der Kapelle San Gregorio, der ersten auf der rechten Seite, die berühmte Messe von San Gregorio von 1615 erhalten, die als eines der Meisterwerke der lombardischen Schule zur Zeit von Kardinal Federico Borromeo gilt. Bemerkenswert sind die 15 Runden der Rosenkranzmysterien von Morazzone (1573–1626) und die Schlacht von Lepanto des Genuesers Bernardo Castelli (1557–1629). Erwähnenswert ist auch die gemalte Skulpturengruppe der Madonna Addolorata.
An den Seiten des Chorraums befindet sich die Orgel von Mascioni Orgelbau opus 485, die 1936 unter Verwendung eines früheren Instruments von Luigi Bernasconi aus dem Jahr 1906 gebaut wurde. Das Instrument verfügt über 63 Register und wird über drei Manuale und Pedal gespielt.